# Thorvald Sørensen
Thorvald Julius Sørensen, né le 4 juillet 1902 et mort le 21 juin 1973, est un botaniste et biologiste de l'évolution danois.

## Biographie
Sørensen est professeur à l'Université royale vétérinaire et agricole de Frederiksberg de 1953 à 1955 et à l'Université de Copenhague 1955 à 1972. Il est directeur du Jardin botanique et du Musée botanique de Copenhague pendant la même période.
Entre 1931 et 1935, Thorvald Sørensen étudie les plantes de l'île d'Ella au Groenland, alors peu connues. Il publie ensuite les recherches botaniques menées au Groenland lors de l'expédition de trois ans.
En 1941, il publie une thèse de doctorat sur le rythme phénologique annuel des espèces végétales de l'Arctique, y compris la pollinisation de leurs fleurs.
Ses travaux ont changé la connaissance de la flore du Groenland et ont permis d'améliorer la taxonomie d'un certain nombre de plantes, notamment Puccinellia.
Lors de sa carrière, il réalise un certain nombre d'études sur la biologie évolutive des plantes, telles que Taraxacum, Capsella bursa-pastoris et Ranunculus.
Sørensen est aussi connu pour avoir développé un quotient de similarité entre des communautés végétales, l'indice de similarité de Sørensen. Il a illustré son utilisation sur un ensemble de données recueillies dans les prairies danoises par Johannes Grøntved, qui a utilisé une méthode pour échantillonner la végétation développée par Christen Christiansen Raunkiær,.

## Hommage
Les espèces de silènes arctiques Silene sorensenis et la région Th. Sørensen Land, au Groenland, ont été nommées en son honneur.